# Art Mollner
Arthur Owen Mollner, detto Art (Saranac Lake, 20 dicembre 1912 – Westlake Village, 16 marzo 1995), è stato un cestista e allenatore di pallacanestro statunitense.

## Carriera
Ha vinto la medaglia d'oro con la nazionale di pallacanestro degli Stati Uniti alle Olimpiadi di Berlino 1936, giocando due gare.

## Palmarès
- Torneo Olimpico: 1
Stati Uniti: 1936